# Epulu
Epulu är en flod i Kongo-Kinshasa, ett biflöde till Ituri. Den rinner genom provinsen Ituri, i den nordöstra delen av landet, 1 600 km öster om huvudstaden Kinshasa.